# Landseer Park
Landseer Park är en park i Storbritannien.   Den ligger i riksdelen England, i den sydöstra delen av landet, 110 km nordost om huvudstaden London. Landseer Park ligger 27 meter över havet.
Terrängen runt Landseer Park är platt.  Närmaste större samhälle är Ipswich, 2,5 km nordväst om Landseer Park. Trakten runt Landseer Park består till största delen av jordbruksmark.